# Dietrich-Bonhoeffer-Gymnasium Oberasbach
Das Dietrich-Bonhoeffer-Gymnasium ist ein Gymnasium in Oberasbach im Landkreis Fürth mit naturwissenschaftlich-technologischem und sprachlichem Zweig. Im Schuljahr 2023/24 wurde es von 1228 Schülern besucht.

## Geschichte
Das Gymnasium wurde im Jahr 1971 als Gymnasium Oberasbach gegründet, Schulträger ist der Landkreis. Im September 1974 wurde der erste und im Mai 1977 der zweite Bauabschnitt bezogen. Nach Abschluss aller Bauarbeiten fand am 17. Februar 1978 ein Festakt zur Einweihung statt.
Seit dem Schuljahr 1985/86 trägt das Gymnasium den Namen Dietrich Bonhoeffers.

## Allgemeines
- Das Gymnasium führt Schülerinnen und Schüler ab Jgst. 9 (im Schuljahr 2020/2021) nach 12 Schuljahren zum Abitur (G8, letztmals 2024), Schülerinnen und Schüler bis Jgst. 8 (im Schuljahr 2020/2021) nach 13 Schuljahren (neues G9, erstmals 2026).[7][8]
- Als Fremdsprachen werden Englisch, Französisch bzw. Latein und – nur im sprachlichen Zweig – Spanisch angeboten.[1]
- In der 5. und 6. Klasse kann anstelle des normalen Musikunterrichts die Chor- oder die Streicherklasse gewählt werden.[9][10]
- Die Schule hat einen eigenen Schulsanitätsdienst.[11]
- Seit 2004 werden Naturwissenschaftliche Tage organisiert. Deren Ziel ist es, den Schülern neuere Ergebnisse der naturwissenschaftlich-technischen Forschung und Entwicklung nahezubringen.[12] Zudem ist das Gymnasium als MINT-freundliche Schule zertifiziert, die letzte Re-Zertifizierung erfolgte Ende 2019.[13]
- Seit 2008 wird von den Schülern das Schulradio Radio ff betrieben.[14]
- Seit 2017 stehen Medienscouts allen Mitgliedern der Schulfamilie als Ansprechpartner im Umgang mit digitalen Medien beratend zur Seite.[15]
- Seit 2017 ist das Gymnasium von  Transfair e. V. als Fairtrade-Schule zertifiziert,[16] die letzte Re-Zertifizierung erfolgte Ende 2020.[17]

## Partnerschulen
- Seit 1983 besteht ein Austausch mit dem französischen Collège Martin Nadaud in Guéret in der Region Nouvelle-Aquitaine (9. Klasse).[18]
- Seit 1997 besteht ein Austausch mit der palästinensischen Mädchenschule Dar Al-Tifel Al-Arabi School[19] in Ostjerusalem. Der Austausch musste wegen der Sicherheitslage für einige Jahre unterbrochen werden, konnte aber im Jahr 2017 wieder aufgenommen werden (10. Klasse).[18]
- Seit dem Jahr 2000 besteht ein Austausch mit dem polnischen VI. Liceum Gdynia in Gdynia in der Danziger Bucht (10. Klasse).[18]
- Seit dem Schuljahr 2016/2017 besteht für den sprachlichen Zweig ein Austausch mit den andalusischen Partnerschulen I.E.S. Maestro Francisco Fatou de Ubrique und I.E.S. Las Cumbres de Ubrique in Ubrique (9. Klasse).[18]

## Ehemalige Schüler
- Thomas Bauer (* 1961), Arabist
- Thomas Zwingel (* 1963), Politiker und Erster Bürgermeister von Zirndorf
- Birgit Huber (* 1968), Politikerin und Erste Bürgermeisterin von Oberasbach
- Tobias Rosen (* 1983), Schauspieler und Filmproduzent
- Steffen Weinhold (* 1986), Handballer